# Theotonius Gomes
Theotonius Gomes (ur. 9 kwietnia 1939 w Madbortek) – banglijski duchowny rzymskokatolicki, w latach 1996-2014 biskup pomocniczy Dhaki.

## Życiorys
Święcenia kapłańskie przyjął 19 grudnia 1964. 19 grudnia 1978 został prekonizowany biskupem Dinajpuru. Sakrę biskupią otrzymał 4 kwietnia 1979. 23 lutego 1996 został mianowany biskupem pomocniczym Dhaki ze stolicą tytularną Zucchabar. 28 kwietnia 2014 przeszedł na emeryturę.